# 누나의 한
"누나의 한"은 한국에서 제작된 이유섭 감독의 1971년 영화이다. 김지수 등이 주연으로 출연하였고 전석진 등이 제작에 참여하였다.

## 출연

### 주연
- 김지수
- 김정훈